# Голем Радобиљ
Голем Радобиљ (мкд. Голем Радобил) је насеље у Северној Македонији, у јужном делу државе. Велики Радобиљ припада општини Прилеп.

## Географија
Насеље Голем Радобиљ је смештено у јужном делу Северне Македоније. Од најближег већег града, Прилепа, насеље је удаљено 25 km источно.
Голем Радобиљ се налази у историјској области Рајец, која обухвата слив истоимене Рајечке реке, притоке Црне реке. Јужно од села уздиже се планина Дрен. Надморска висина насеља је приближно 680 метара.
Клима у насељу је континентална.

## Становништво
По попису становништва из 2002. године, Голем Радобиљ је имао 107 становника.
Претежно становништво у насељу су етнички Македонци (100%).
Већинска вероисповест у насељу је православље.